# Stimigliano
Stimigliano (Stimijanu in dialetto locale) è un comune italiano di 2 234 abitanti della provincia di Rieti nel Lazio.

## Geografia fisica

### Territorio

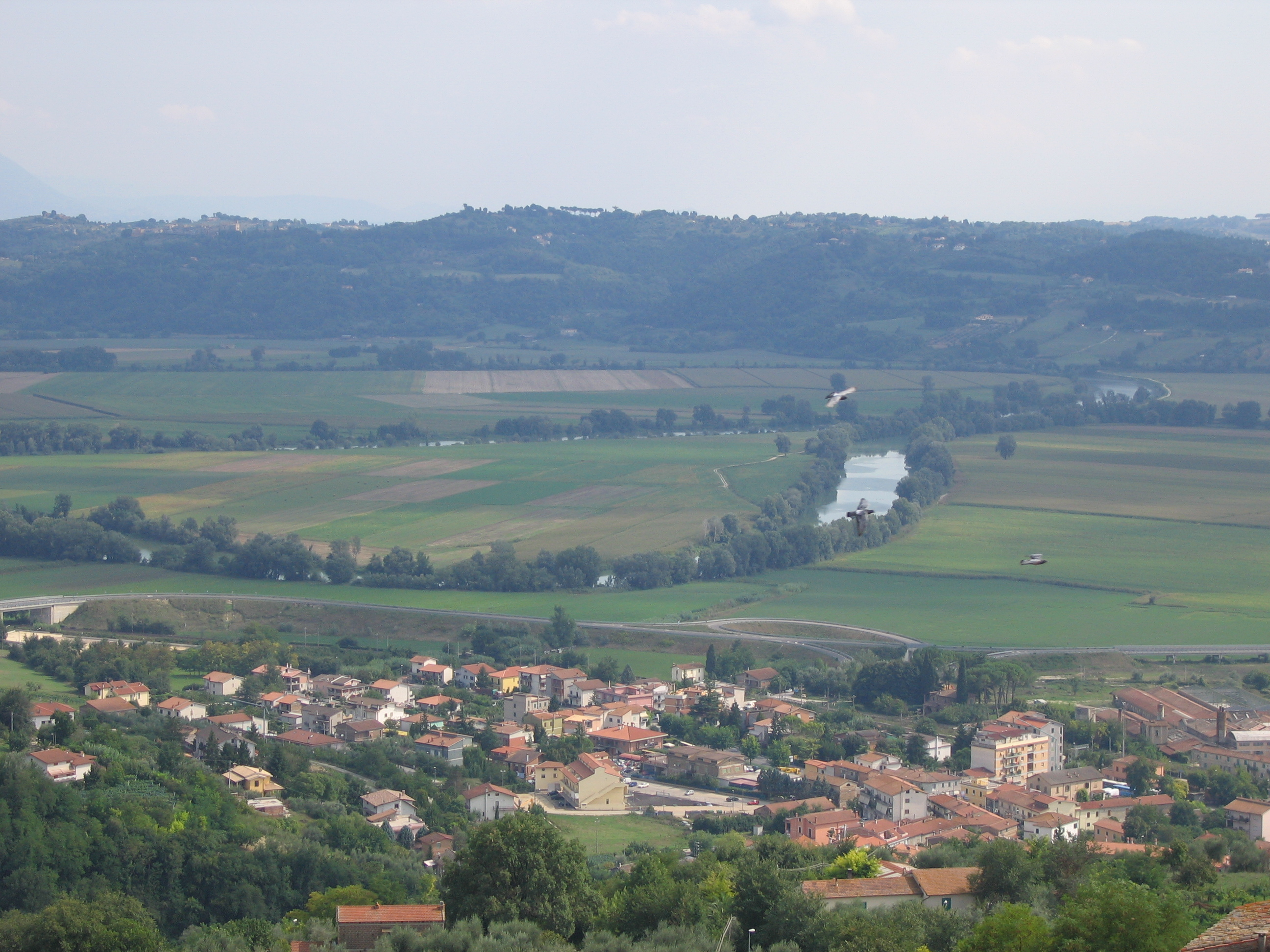
Stimigliano Scalo vista dall'alto, con il fiume Tevere

Il territorio del comune di Stimigiano si trova nella Valle del Tevere, sorge sulla sommità di un terrazzo fluviale sulle sponde settentrionali del Tevere, il comune è posto di fronte alla dorsale meso-cenozoica tiberina del Monte Soratte e alla riserva naturale del Monte Soratte e al comune di Ponzano Romano dove è possibile ammirare le anse golenali del Tevere che assumono le forme di un Fiasco caratterizzandone il paesaggio. Il nucleo originario del paese è nella parte più alta della collina, mentre la frazione Stimigliano scalo si è sviluppata soprattutto nel secolo scorso con la costruzione della Stazione ferroviaria sulla Ferrovia Roma-Firenze-Ancona (costruita nel 1859 e attivata nel 1864) punto di riferimento per i pendolari che lavoravano a Roma, attualmente la Stazione di Stimigliano serve la linea metropolitana regionale Orte-Fiumicino .
Il territorio comunale si suddivide su una parte pianeggiante, corrispondente alla Valle del Tevere, e delimitata per alcune parti dal fiume stesso, e dall'entroterra collinare, caratterizzato da numerose coltivazioni di piante d'ulivo.
L'altitudine minima del territorio stimiglianese è di 35 metri sul livello del mare, quella massima è di 225 metri di altitudine.
Dalle terrazze delle piazze paesane si può osservare che il Tevere compie una sorta di avvitamento, "il fiasco", come viene comunemente definito dalla popolazione locale. Le località più importanti del paese sono il centro storico, la salita di San Valentino, Nocchieto (fuori paese, dove è ubicato il cimitero), e lo Scalo.

### Clima
- Classificazione climatica: zona D, 1742 GR/G, che fa sì che il paese sia il comune con il clima più mite della provincia.

## Storia
È nota, attraverso molte testimonianze scritte, la presenza tra il I e il II secolo dopo cristo di un'antica villa romana. Questa proprietà sembra essere appartenuta alla "gens septimia" (da cui il nome originario del paese septimilianus, cioè "proprietà dei septimii"), una famiglia nobile del ceto agrario. Attorno ad essa vi si è formato il primo nucleo del paese; il "pagus stimiliani".
Agli inizi del VI secolo dopo cristo Galla, figlia di Simmaco (consigliere di Teodorico, re dei Goti) fece costruire sul colle del paese una basilica in onore di san Valentino appartenente alla diocesi di Forum Novum. Durante tutto l'alto medioevo l'intera sabina fu messa a ferro e fuoco da parte dei Goti, Longobardi, Franchi, Saraceni e signorotti locali, così che gli abitanti del centro abitato sorto nei pressi della villa romana si rifugiarono su un colle per difendersi meglio, dando origine al "castrum stimiliani".
Già dal pieno medioevo il paese entra sotto l'influenza dello Stato della Chiesa, e in particolare, nel X secolo si trova sotto i possedimenti del monastero Sant'Andrea in flumine, per poi passare nel 1049 (grazie ad una bolla di papa Leone IX) all'abbazia di Farfa. La nascita del castello vero e proprio è antecedente al 1236 (forse addirittura nell'XI secolo) per opera di Ranuccio, Francesco da Stimigliano e suo nipote Pietro, che acquistarono parte del vicino castello di Pozza. Stimigliano comincia così il periodo di libertà comunale.
Nel 1347 il paese si schierò attivamente con Cola di Rienzo nella rivolta contro il dominio dello stato della chiesa, resistendo alle forze della santa sede fino alla primavera del 1357, anno in cui, a seguito della capitolazione ghibellina, vennero abbattute le mura del castello per ordine del "rettore di Sabina" e abbattute tutte le abitazioni dei ghibellini fautori della rivolta.
Nel 1368, dopo il periodo di libertà comunale, Stimigliano (per ordine di papa Urbano V) entra sotto il dominio della famiglia degli Orsini, in particolare a Francesco e Buccio, figli di Giordano Orsini, ai quali si deve la costruzione dell'omonimo palazzo e la stesura nei primi anni del XVI secolo del codice legislativo di Stimigliano; uno dei manufatti meglio conservati dell'epoca in materia di legge. Nel 1604 con la morte di Enrico Orsini, il paese torna sotto il dominio diretto della chiesa.
Dopodiché, le vicissitudini storiche di Stimigliano sono simili a quelle di tutta la zona della Sabina e dell'Alto Lazio: guerre napoleoniche, annessione al Regno d'Italia, lotta partigiana durante la seconda guerra mondiale. Fino al secolo scorso gli abitanti del paese viaggiavano verso Roma navigando il fiume Tevere, su cui sorge il centro.
Riguardo alla storia recente va menzionato l'ex-sindaco Costante Menichelli, che può vantare di essere stato uno dei sindaci più longevi d'Italia, restato in carica ininterrottamente per 34 anni, dal 1970 al 2004.

## Monumenti e luoghi d'interesse

### Architetture religiose
Chiesa di S.Cosma e Damiano
La chiesa, di origini romane, ha conosciuto la sua forma definitiva nella prima metà del Seicento, con la sua struttura a tre navate. All'interno ricche decorazioni con riproduzioni di marmi e una tela rappresentante il Cristo Deriso, della scuola del Caravaggio. Negli anni ottanta, nel corso della ristrutturazione della chiesa, la facciata è stata irrimediabilmente devastata con intonachi e linee moderne, e il terremoto umbro marchigiano del 1997 ha compromesso la stabilità del soffitto.

### Architetture civili
Palazzo Orsini
Il Palazzo Orsini ha origine strutturale intorno al XIV secolo, per opera dei figli di Giordano Orsini ai quali fu dato il potere su Stimigliano. È molto probabile che il Palazzo sorga sui resti di un'antica villa romana. Esso è costituito da tre corpi principali che si dispongono a "C" intorno a un cortile interno. Sul lato destro rispetto alla Piazza Vittorio Emanuele, si erge un torrione che è visibile a molti chilometri di distanza. Si accede al palazzo da un antico portale bugnato, gli appartamenti sono decorati con affreschi del XVI secolo, probabilmente della scuola di Taddeo Zuccari. Dal cortile si accede nella cappella gentilizia, inaugurata nel 1595 come riportato sull'epigrafe posta nella cappella stessa. Si può ammirare all'interno un affresco rappresentante la Fuga in Egitto. Il Palazzo non è attualmente visitabile.
Centro Storico

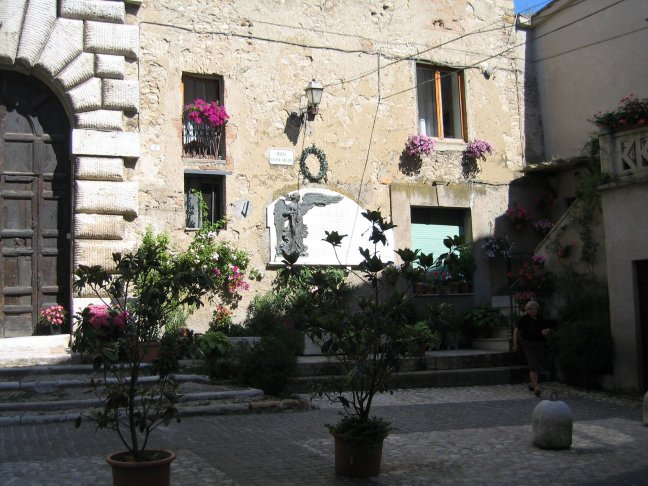
Il centro storico di Stimigliano con scorcio dell'ingresso a Palazzo Orsini

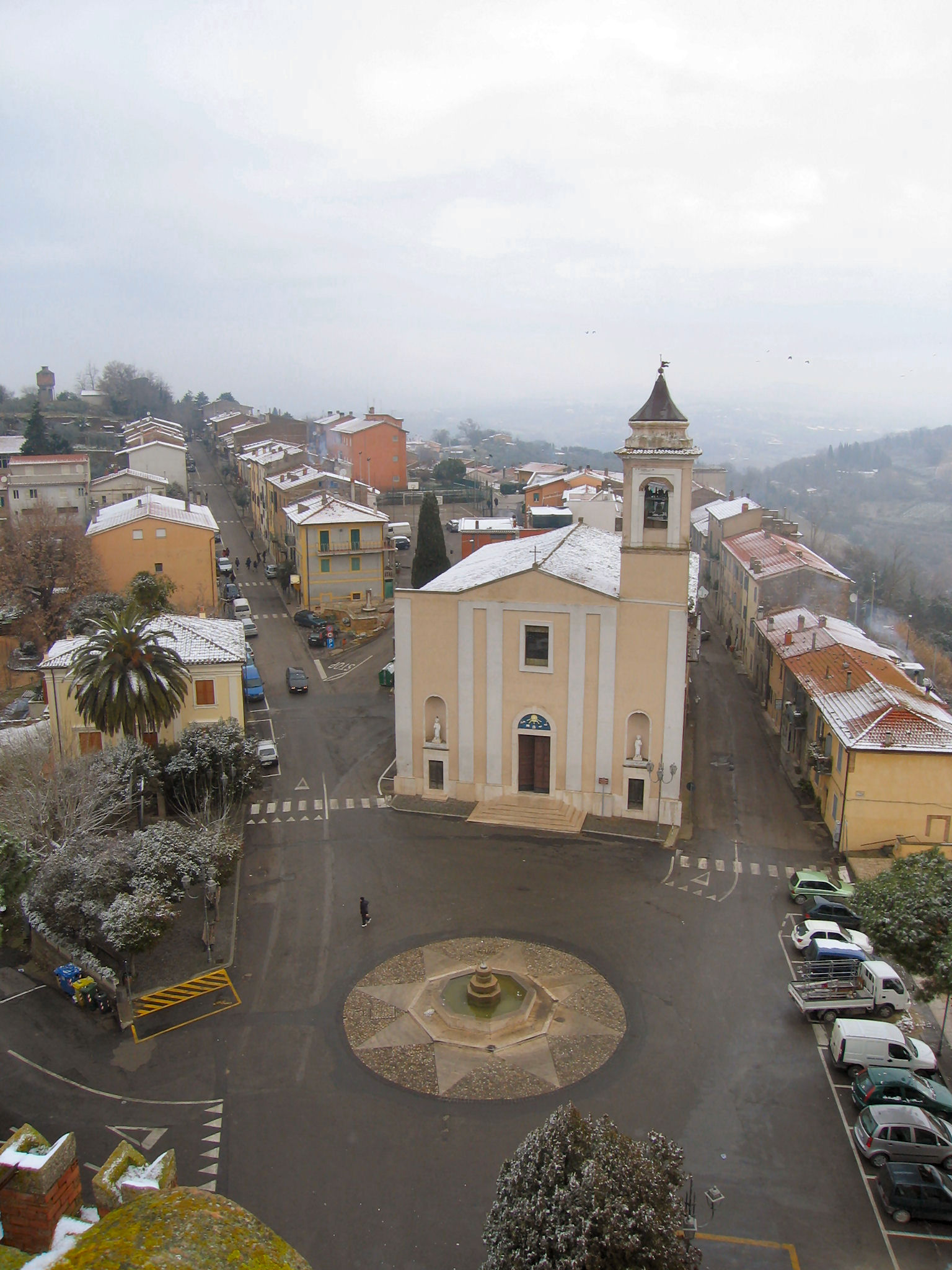
La chiesa dei SS. Cosma e Damiano

Il centro storico di Stimigliano si sviluppa lungo un'unica via principale, Corso Umberto I, con vari caratteristici vicoletti che si estendono perpendicolarmente al corso formando una specie di planimetria ad "albero di Natale". la strada finisce sulla piccola ma suggestiva Piazza Roma, dove ha sede il municipio, e da dove si può ammirare il panorama con il Monte Soratte e la valle del Tevere. Di notevole interesse il palazzo a sinistra del municipio, anch'esso con importanti affreschi del primo barocco, e quello sulla destra di Piazza Leone Orsini, entrando nel paese. Entrambi non sono visitabili. Tutto il centro storico è riccamente corredato da piante e fiori, curati con autentico spirito di abnegazione dai residenti del luogo.

### Resti archeologici
L'area su cui sorge Stimigliano sorge su una villa romana (Appartenuta forse alla famiglia "septimia", da cui forse deriva l'antico nome del paese "septimilianus"; letteralmente "proprietà dei septimii") che fu trasformata in pagus e poi in castello. Tracce del passato romano viene testimoniato da numerose iscrizioni conservate nel paese e da un acquedotto che alimentava probabilmente la villa, sono inoltre presenti i resti di una chiesa alto-medievale risalente probabilmente intorno al 500, costruita da Galla, figlia di Simmaco, consigliere del re dei Goti Teodorico.

## Società

### Evoluzione demografica
Negli anni 90-00, soprattutto dopo la chiusura della fabbrica di ceramiche, l'assenza di prospettive lavorative ha spinto molti giovani a trasferirsi, soprattutto verso Roma. L'immigrazione di popolazione soprattutto di origine rumena (circa 200 unità), ha però contribuito ad attutire il fenomeno del decremento demografico e delle natalità portando anzi il paese ad essere il comune con il più alto incremento di popolazione tra il 2000 e il 2016 (con un incremento dei residenti del 34,7%) e quello con la popolazione più giovane (con una età media di 42,2 anni) dell'intera provincia.
Nonostante tutto, il paese soffre di un basso tasso di natalità (4,37 nuovi nati ogni 1 000 abitanti) e di un alto tasso di mortalità (7,87 morti ogni 1 000 abitanti) anche se non così alto come nel resto della provincia di Rieti.
Abitanti censiti

### Etnie e minoranze straniere
Stimigliano è il secondo comune per percentuale di stranieri nella provincia di Rieti (dopo Collegiove), terzo nel Lazio e ventinovesimo in italia. Secondo i dati ISTAT intercenso al 1º gennaio 2019 la popolazione straniera residente era di 548 persone, pari al 24% della popolazione, una delle percentuali più alte d'Italia. Le nazionalità maggiormente rappresentate in base alla loro percentuale sul totale della popolazione residente nel 2017 erano:
- Romania 206
- Filippine 126
- Repubblica Democratica del Congo 39
- Polonia 30

## Cultura

### Cucina
Il paese è famoso per i suoi dolci e per i suoi piatti e prodotti tipici tra cui annoverano la ciambella all'anice e il Fallone stimiglianese. Ogni anno vengono organizzate sagre dei dolci e della ciambella.

## Geografia antropica
Oltre al centro principale, dove vivono 1 114 persone, nel comune di Stimigliano ci sono 1 frazione e 5 località:
- Stimigliano Scalo : è la principale frazione del comune, si sviluppa tutta attorno alla stazione ferroviaria che attualmente serve la linea metropolitana regionale Fiumicino-Orte. Sta a 1,01 km dal comune e si trova nella Valle del Tevere, a 41 metri di altitudine. Vi abitano 559 persone.
- Boccalecave : si trova a 0,75 km dal comune e si trova a 144 metri sul livello del mare.
- Colli : si trova a 1,95 km dal comune, è situato a 50 metri di altitudine e ha 79 abitanti.
- Nocchieto : si trova a 0,75 km dal comune, a 72 metri di altitudine, con 27 abitanti.
- Pulignani : si trova a 1,45 km dal comune, in direzione Poggio Sommavilla e si trova ad un'altezza di 152 metri sul livello del mare.
- Terraro : si trova a 1,59 km dal comune, sito a un'altitudine di 153 metri e conta 16 abitanti.
Gli altri 526 abitanti del comune vivono in case sparse nel resto del territorio.

## Economia
Il Pil del paese è stato in crescita continua per tutto il primo decennio degli anni duemila, toccando un massimo nel 2007, per poi stabilizzarsi/diminuire a partire dal 2008 a seguito della crisi economica e ricominciare a salire insieme al reddito dal 2015/18. L'economia è stata alimentata per anni da un forte aumento della popolazione, dagli ottimi collegamenti con i grandi centri e dal basso costo della vita, e si è passati da un PIL di 14,4 milioni di euro nel 2000, di 37,4 milioni nel 2007, ai circa 34,3 milioni stimati nel 2018 ai 40,9 milioni stimati nel 2021, con un PIL pro capite medio che passa dai 8300 euro nel 2000 ai 15000 euro nel 2018 ai 18650 nel 2021; una rapida crescita che però posiziona il paese (come ancora la maggior parte dei piccoli centri rurali italiani) ancora lontano dalla media provinciale (23500 euro) e da quella nazionale (30200 euro).
Il reddito per dichiarante al 2020 ammonta a 16046 euro (+43% rispetto al 2000, ma comunque basso rispetto ai 19000 euro medi della provincia), in lieve calo rispetto ai 16083 euro del 2019 a seguito della Pandemia da Covid-19.
Il tasso di disoccupazione al 2021 è dell'14,7%, leggermente superiore alla media provinciale. Il tasso di occupazione generale è relativamente elevato (53,5%) mentre quello femminile è basso. Nel comune al 2015 vi sono presenti 97 aziende, con 199 addetti, di cui 46 nel settore secondario e 153 nel settore dei servizi.
Il livello dei consumi è pari a 11460 euro annui per persona, un valore basso rispetto alla media della provincia di Rieti (13188 €) e rispetto alla media nazionale (15261 €). Il 17,8% delle spese sono per prodotti alimentari.
Il paese si trova nel sistema locale di Rieti e viene categorizzato dall'ISTAT come un centro urbano non specializzato.
In agricoltura, Stimigliano è rinomata per la produzione dell'olio d'oliva sabino D.O.P (il primo prodotto D.O.P. istituito in italia).
Economicamente il settore primario produce il 2,1% del valore aggiunto del paese.
L'industria è praticamente inesistente, mentre il settore delle costruzioni è abbastanza sviluppato; complessivamente, il settore secondario produce l'13,7% del valore aggiunto del paese. In passato, a partire dal 1929 e fino agli anni '90, era presente la fabbrica di ceramiche Sbordoni, marchio rinomato nel settore, tuttora esistente nella zona di Civita Castellana. Dopo la chiusura di questa fabbrica, agli inizi degli anni novanta, Stimigliano ha conosciuto un periodo di calo economico e demografico di almeno un centinaio di unità.
L'apertura del casello autostradale della Autostrada A1 a Ponzano romano nel 2000 ha inoltre dato nuovo impulso al mercato immobiliare, gastronomico e al turismo, che alimentano il settore terziario del paese, producendo l'84,2 % del valore aggiunto comunale.

## Infrastrutture e trasporti

### Ferrovie
|  | È raggiungibile dalla stazione di Stimigliano. |

## Amministrazione
| Periodo | Periodo   | Primo cittadino     | Partito      | Carica  | Note |
| ------- | --------- | ------------------- | ------------ | ------- | ---- |
| 1970    | 2004      | Costante Menichelli |              | Sindaco |      |
| 2004    | 2009      | Emiliano Cerquetani | lista civica | Sindaco |      |
| 2009    | 2014      | Franco Gilardi      | lista civica | Sindaco |      |
| 2014    | 2019      | Franco Gilardi      | lista civica | Sindaco |      |
| 2019    | in carica | Franco Gilardi      | lista civica | Sindaco |      |

### Altre informazioni amministrative
Nel 1923 passa dalla provincia di Perugia in Umbria, alla provincia di Roma nel Lazio, e nel 1927, a seguito del riordino delle circoscrizioni provinciali stabilito dal regio decreto n. 1 del 2 gennaio 1927, per volontà del governo fascista, quando venne istituita la provincia di Rieti, Stimigliano passa a quella di Rieti.

## Sport

### Calcio
La principale squadra di calcio della città è l'A.S.D. Stimigliano 1969 che milita nel girone unico di Rieti laziale di 3ª Categoria. È nata nel 1969 ed ha come colori sociali il rosso e il nero.
Dalla stagione 2011/2012 è stata creata una sezione di calcio a 5 che ha come massimo traguardo due stagioni consecutive nella serie C2 regionale. Attualmente milita in serie D.